# Spitze (Singularitätentheorie)

Der Punkt ist eine Spitze der Kurve.

In der Mathematik sind Spitzen (auch Kuspen, engl.: cusps) ein Typ von Singularitäten von Kurven. Ein sich auf der Kurve bewegender Punkt müsste an der Spitze seine Richtung abrupt ändern.

## Definition
Eine Kurve {\displaystyle C} in der Ebene {\displaystyle \mathbb {R} ^{2}} sei definiert durch die Gleichung
{\displaystyle f(x,y)=0}.
Ein auf der Kurve liegender Punkt {\displaystyle (x,y)} ist eine Singularität, wenn
{\displaystyle {\frac {\partial f}{\partial x}}(x,y)={\frac {\partial f}{\partial y}}(x,y)=0},
und diese Singularität ist eine Spitze, wenn zusätzlich
{\displaystyle \det \left({\begin{array}{cc}{\frac {\partial ^{2}f}{\partial x^{2}}}(x,y)&{\frac {\partial ^{2}f}{\partial x\,\partial y}}(x,y)\\{\frac {\partial ^{2}f}{\partial y\,\partial x}}(x,y)&{\frac {\partial ^{2}f}{\partial y^{2}}}(x,y)\end{array}}\right)=0}
gilt.

## Klassifikation und Beispiele
Jede Spitze kann durch eine lokale Umparametrisierung in die Form
{\displaystyle x^{2}-y^{2k+1}=0}
mit {\displaystyle k\geq 1,k\in \mathbb {Z} } gebracht werden. In der Klassifikation der Singularitäten entspricht diese Spitze einer {\displaystyle A_{k}}-Singularität.
Für {\displaystyle k=1} erhält man die gewöhnliche Kuspe
{\displaystyle x^{2}-y^{3}=0}.
Für {\displaystyle k=2} erhält man die rhamphoide Kuspe
{\displaystyle x^{2}-y^{5}=0}.
Beispielsweise haben Kaustiken Spitzen.